# Ekedalen
Ekedalen är en tätort i Tidaholms kommun som växte fram under slutet av 1800-talet som en följd av den växande kalkindustrin i området.
Det finns gott om ekar i landskapet, men trots det är det bokskogen i Ekedalens naturreservat ("von Essenska bokskogen") som är mest känd. I närheten av tätorten finns forntida gravfält och Gestilren-monumentet.

## Historik
Samhället uppstod under andra hälften av 1800-talet i anslutning till kalkbruken Kavlås/Övertorp och Ödegården. På Kavlås bodde arbetarna framförallt i brukets arbetarbostäder. Ödegårdens kalkarbetare bodde länge utspridda över ett stort område, i mindre stugor på närbelägna gårdar. 
Efter att Ödegårdens kalkbruks AB gjort markförvärv 1908 upprättades en plan för ett egnahemsområde på västra delen av gården Varvboholms ägor, 250 meter norr om Ödegårdens kalkbrott. Planen omfattade 43 tomter. Åren 1912-1914 pågick bygget av Ödegårdens egnahemsområde. Bara 14 av de planlagda tomterna kom att bebyggas. År 1920 tillkom ytterligare ett hus, men sedan var det stopp.
Den smalspåriga järnvägen (Hjo-Stenstorps Järnväg) från Tidaholm mot Västra stambanan gick genom Ekedalen, tills rälsen revs upp i slutet av 1950-talet; stickspår med ånglok gick till respektive kalkbruk som hade egna mindre stationshus. Dessa järnvägar var viktiga för transporten av bland annat kalk.

### Kalk- och aluntillverkning
Redan 1726 startades ett alunbruk på Oltorps gård av landshövding Johan von Mentzer, vilket var det första i länet, bruket lades ner 1829. 1746 startade Fredric Ulric von Essen på Kavlås slott alunbruk vid sjön Bruksdammen i vad som är utkanten av dagens Ekedalen. Privilegierna för bruket möttes av stora lokala protester på grund av den stora förbrukningen av ved i tillverkningen av alun. Framställningsprocessen var i princip att den oljehaltiga alunskiffern rostades så att oljan förbrändes, den rostade skiffern lakades ut i stora pannor med kokande vatten. Lakvattnet från processen renades i flera steg för att få fram ren alun, även vitriol och svavel framställdes. Vattnet till tillverkningen pumpades från Bruksdammen med hjälp av en pump driven med en Konstgång från ett vattenhjul i Konstabäcken som rinner från Kvarnasjön.  Bruket sysselsatte i början av 1800-talet cirka 40 arbetare och producerade 650 tunnor alun årligen, som mest uppgick produktionen till 1000 tunnor årligen och antalet anställda till 80 personer. 1855 upphörde alunbruket sedan nya och billigare framställningsmetoder för alun hade upptäckts. Brytningen av alunskiffer kom att expandera till Övertorps kalkbruk under början av 1800-talet. Det var under en tid länets största kalkbruk. I mitten av 1800-talet startades Ödegårdens kalkbruk.
År 1874 invigdes Ekedalens station när Hjo-Stenstorps Järnvägs bibana från Svensbro färdigställdes för att möjliggöra transporter av kalk från Övertorp och Ödegårdens kalkbruk. Ödegårdens kalkbruk övertogs 1908 av det nybildade Ödegårdens Kalkbruks AB. Bruket byggdes ut och ett flertal lok köptes in för att rationalisera driften. Tidigare hade järnvägen endast används för att transportera bort den brända kalken samt att köra ut den brända skiffern på rödfyrtipparna. Nu kom järnvägen att utnyttjas även för transporter av den brutna skiffern och kalkstenen fram till ugnarna, tidigare hade denna transport utförts med skottkärror. Snart var Ödegården ett av länets största kalkbruk. Som mest hade bruket 27 kalkugnar.
Handelsblockaden under första världskriget innebar stopp för import av konstgödsel. Istället användes bränd kalk och kalkindustrins avsättning ökade. Det såldes kalk som aldrig förr och kalkindustrins förtjänster sköt i höjden, speciellt för de kalkbruk som använde alunskiffer istället för importerad kol som bränsle. År 1918 bildades Västergötlands Förenade Kalkindustrier som snart köpte upp de största bruken i landskapet, däribland Övertorp och Ödegården. Bolaget hade stora planer för framtiden och i början gick det bra. Men på 1920-talet blev det kris inom kalkindustrin. Importen av konstgödsel hade kommit igång igen efter kriget och intresset för kalk sjönk. Lönsamheten inom kalkindustrin minskade därför drastiskt och 1927 upphörde tillverkningen vid Ödegårdens kalkbruk. Vid Kavlås/Övertorps kalkbruk fanns en mer småskalig drift kvar fram till 1954. Mot slutet var 15-20 arbetare syselsatta där.

### Befolkningsutveckling
| Befolkningsutvecklingen i Ekedalen 1965–2020      | Befolkningsutvecklingen i Ekedalen 1965–2020 | Befolkningsutvecklingen i Ekedalen 1965–2020 | Befolkningsutvecklingen i Ekedalen 1965–2020 | Befolkningsutvecklingen i Ekedalen 1965–2020 |
| ------------------------------------------------- | -------------------------------------------- | -------------------------------------------- | -------------------------------------------- | -------------------------------------------- |
|                                                   |                                              |                                              |                                              |                                              |
| År                                                |                                              |                                              | Folkmängd                                    | Areal (ha)                                   |
| 1965                                              | 1965                                         |                                              | 218                                          |                                              |
| 1970                                              | 1970                                         |                                              | 222                                          |                                              |
| 1975                                              | 1975                                         |                                              | 371                                          |                                              |
| 1980                                              | 1980                                         |                                              | 472                                          |                                              |
| 1990                                              | 1990                                         |                                              | 459                                          | 54                                           |
| 1995                                              | 1995                                         |                                              | 458                                          | 54                                           |
| 2000                                              | 2000                                         |                                              | 424                                          | 54                                           |
| 2005                                              | 2005                                         |                                              | 415                                          | 54                                           |
| 2010                                              | 2010                                         |                                              | 404                                          | 54                                           |
| 2015                                              | 2015                                         |                                              | 481                                          | 72                                           |
| 2020                                              | 2020                                         |                                              | 483                                          | 72                                           |
| Anm.: Ny tätort 1965. Sammanvuxen 2015 med Ekelid |                                              |                                              |                                              |                                              |

## Samhället
I tätorten finns det en idrottspark, skola, ålderdomshem och diverse bruksvaruaffärer. 
Ekedalen har en F-6-skola med runt 100 elever. Skolans lokaler innehåller förutom klassrummen en mindre gymnastiksal och ett enklare skolbibliotek. 

## Idrott
Ekedalens Sportklubb är samhällets största förening med drygt 70 aktiva ungdomar. Huvudidrotten för föreningen är Fotboll, men den har även andra sektioner bland annat en boule-sektion.
Det lokala fotbollslaget spelade 2018 i div 4.